# Farska Kolonia
Farska Kolonia – część miasta Strzelce Opolskie w Polsce położona w województwie opolskim, w powiecie strzeleckim, w gminie Strzelce Opolskie.
W latach 1975–1998 miejscowość należała administracyjnie do województwa opolskiego. Obecnie część miasta Strzelce Opolskie.